# Inis Meáin

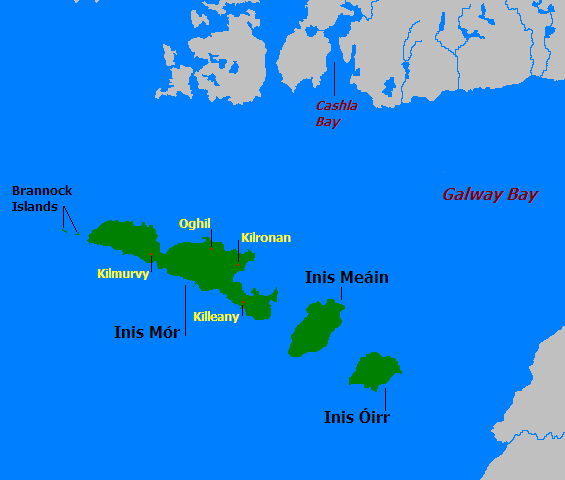
Inis Méain és al centre de les illes Aran

Inis Meáin (grafia antiga Inis Meadhóin, «illa del mig»; en anglès Inishmaan) és una illa d'Irlanda, situada al mig de l'arxipèlag de les illes Aran, al comtat de Galway, a la província de Connacht. Forma part de la Gaeltacht. Hi ha l'escola de primària Scoil Náisiúnta Inis Meáin. i l'escola de secundària Colaiste Naomh Eoin, oberta en 2003.

## Geologia i geografia
L'illa és una extensió de The Burren. El sòl de les illes està compost de terres de pedra calcària, amb una sèrie d'esquerdes conegudes a grikes, fet que provoca l'aïllament d'una sèrie de roques a les que s'anomena clints.
La pedra calcària data del període viseà (baix carbonífer), i es va formar provinent de sediments d'un mar tropical existent fa aproximadament 350 milions d'anys, i que apareixen comprimides en estrats horitzontals juntament amb fòssils de corals, de crinoïdeus, d'eriçons de mar i d'ammonites.
La glaciació posterior a la fase del namurià en va facilitar un major trencament. El resultat és que Inis Oírr és un dels millors exemples d'un paisatge karstico-glacial al món. Els efectes de l'últim període glacial (el Midlandià) són més evidents, ja que l'illa va ser envaïda pel gel durant aquesta glaciació. L'impacte de l'anterior carstificació (erosió solucional) ha estat eliminada per l'últim període glacial, de manera que qualsevol carstificació actualment visible data d'aproximadament 10.000 anys enrere i l'illa de carst és més recent.
Els processos solucionals han ampliat i aprofundit els grykes del paviment de pedra calcària. Les línies preexistents de debilitat a la roca (juntes verticals) contribueixen a la formació d'extenses fissures separades per clints (paviment pla com lloses). La carstificació de la roca facilita la formació de drenatge subterrani.

## Clima i agricultura
L'illa té un clima inusualment temperat. Les temperatures mitjanes varien de 15 °C al juliol a 6 °C al gener. La temperatura del sòl no sol baixar dels 6 °C (el desembre de 2010 va registrar un període prolongat de neu, la primera que es recorda). La pastura creix una vegada que la temperatura s'eleva per sobre de 6 °C, cosa que significa que l'illa (com el veí Burren) té un dels estius més llargs d'Irlanda i la Gran Bretanya, cosa que facilita una vegetació diversa i rica. Finals de maig és l'època més assolellada, i també el millor moment per veure les flors, les gencianes i avens obrint-se, però les espècies d'orquídies floreixen més tard.

## Jaciments arqueològics
Hi ha dues fortaleses de pedra notables a l'illa. Dún Chonchúir (Fort de Conor) és una antiga fortificació de pedra ovalada que data de temps precristians, amb vistes d'altres llocs històrics de l'illa i el mar. I la fortalesa de pedra Dún Fearbhaí, que data del segle iv i és inusual en ser gairebé rectangular en comptes de circular com l'altra fortalesa a l'illa.

## La cabana i la cadira de Synge
Teach Synge és la casa on es va estar John Millington Synge de 1898 a 1902, on fou hoste de Bríd i Páidín Mac Donnchadha. Fou aquí on va trobar inspiració per a les seves obres The Playboy of the Western World, Riders to the Sea, i altres històries que va sentir a l'illa. La casa, anomenada Teach Synge, ha estat habitada pels descendents dels Mac Donnchadha fins a la dècada del 1970, quan va restar en mal estat. Fou restaurada a l'estil original i oberta al públic l'agost de 1999.
Cathaoir Synge (Cadira de Synge) era el lloc favorit a l'illa per a l'escriptor, amb vistes a Inis Mór i a l'Atlàntic.

## Galeria d'imatges

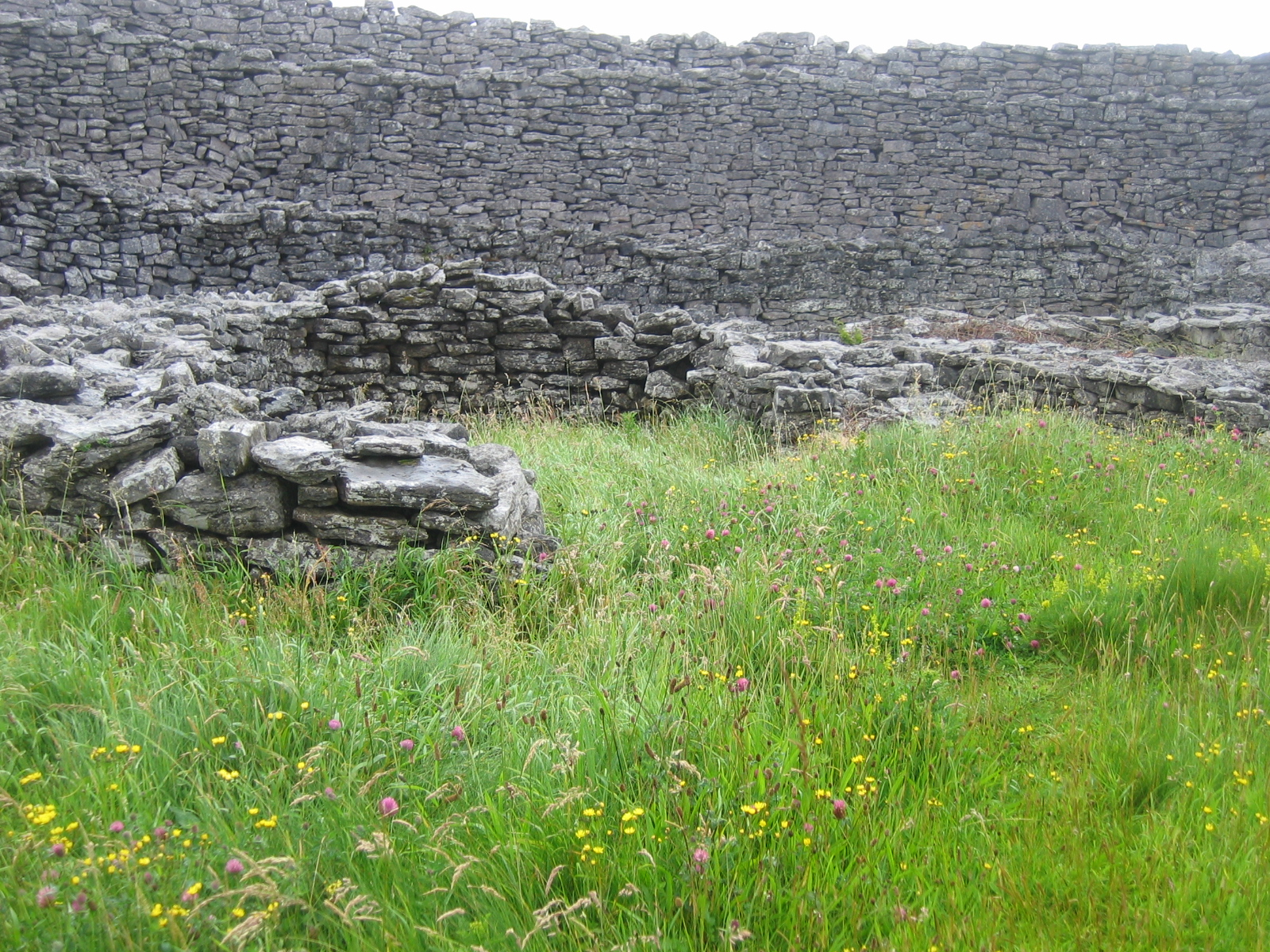
Dún Chonchúir (fort de Conor)
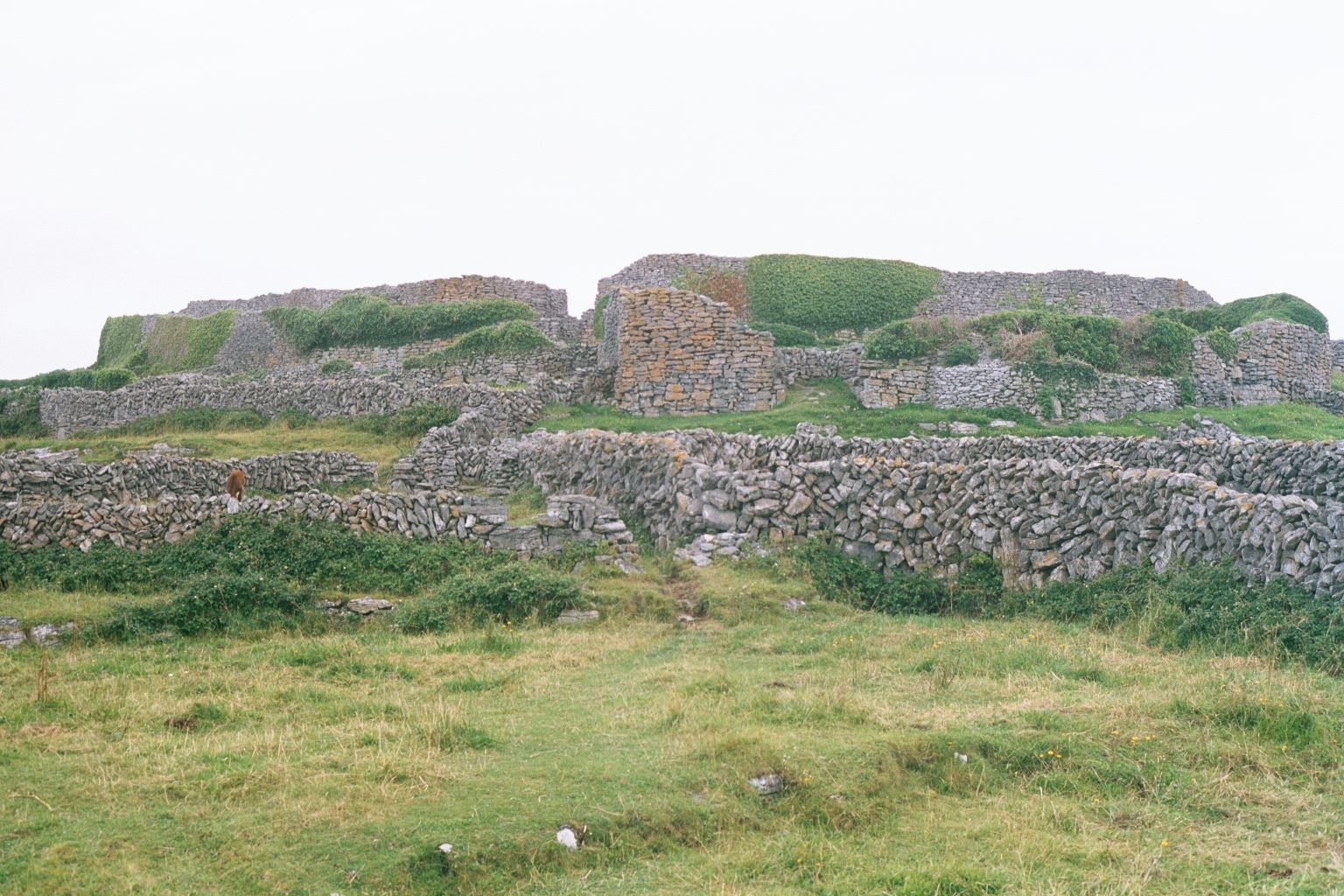
Fortificació de pedra